# گروبی
گروبی (به انگلیسی: Groby) یک روستا و محله مدنی در بریتانیا است که در Hinckley and Bosworth واقع شده‌است. گروبی ۶٬۷۹۶ نفر جمعیت دارد.